# Tankularr
Tankularr är en ort i Gambia. Den ligger i regionen Lower River, i den västra delen av landet, 60 km öster om huvudstaden Banjul. Antalet invånare var 681 vid folkräkningen 2013.